# Adiši
Adiši (gruzínsky ადიში, svansky ჰადიში; též známé jako Adysh nebo Hadish) je horská vesnice v jižním Kavkazu v Gruzii. Nachází se v nadmořské výšce 2040 m n. m., v regionu Samegrelo – Horní Svanetie. Leží 27 km východně od Mestie, jediného většího města na této straně Kavkazu, 10 km jihozápadně od ruské hranice a 12 km severozápadně od obce Ušguli.

## Přírodní podmínky
Vesnice se rozkládá na severním (pravém) břehu řeky Adiščala, která vzniká pod stejnojmenným ledovcem. Hluboké údolí řeky se strými svahy obklopují horské hřebeny o vrcholech s výškou 3500 m (severní) a 2700 m n. m.
Obec je přístupná po jediné silnici, která směřuje z vesnice Bogreši ze západu, údolím řeky. V zimě je obec odříznutá od světa, často se tento stav opakuje i během roku, kdy dochází např. k zaplavení údolí a cest, nebo jejich stržení.

## Historie
Nejstaršími stavbami v obci jsou celkem čtyři kostely. Původně jich bylo zbudováno sedm, tři z nich se do současné doby nedochovaly. Dva jsou zasvěceny Svatému Jiří, jeden Kristu spasiteli. Zvnitřka jsou tyto stavby bohatě vymalované v duchu pravoslavné architektury. Obec je známá díky tzv. Adyšskému evangeliu z roku 897, které bylo uchováno v jedné z místních obytných věží v době komunistického režimu.
Nápadné jsou typické kamenné obranné-obytné věže, které obci dominují. Z původních čtrnácti jich do 21. století zůstalo pouze pět.
Díky svojí odlehlosti a izolovanosti v obci nevznikly žádné moderní stavby. Jednotlivé domy stojí většinou ve svahu, velmi blízko u sebe. Cesty v Adiši jsou prašné. Do roku 2002 se zde nacházela škola, od té doby dojíždí místní děti do 11 km vzdálené školy v Ipari.
Obec se nachází na oblíbené vysokohorské turistické trase z města Mestia do obce Ušguli. Díky tomu se zde v druhé dekádě 21. století rozšířilo především pohostinství, které zaměstnává značný počet obyvatel města.

## Obyvatelstvo
V roce 2002 žilo v Adiši 60 lidí, roku 2014 dle gruzínského sčítání lidu klesl tento počet na 44. Těžké životní podmínky vedly v průběhu desetiletí k postupnému poklesu počtu obyvatel a vystěhovalectví do hustěji osídlených regionů Gruzie.